# GPS Aided Geo Augmented Navigation
Il GPS Aided Geo Augmented Navigation o GPS and Geo Augmented Navigation system (GAGAN) è un sistema satellitare di navigazione regionale progettato dal governo indiano, che migliorerà l'accuratezza dei ricevitori GNSS, fornendo segnali di riferimento. Il costo è di 7.740.000.000 di rupie.
È stato progettato in 3 fasi nel 2008 dall'Autorità aeroportuale dell'India con l'aiuto della tecnologia e del supporto spaziale dell'Organizzazione di Ricerca Spaziale Indiana (ISRO)
L'obiettivo è di fornire un sistema di navigazione per tutte le fasi di volo sullo spazio aereo indiano e le aree adiacenti.
Sarà applicable in operazioni di salvataggio e andrà incontro alle prestazioni richieste dai corpi regolamentari dell'aviazione civile internazionale.
Sarà completato nel 2011. Gagan è la traslitterazione della parola Hindi che significa cielo, come nel Sanscrito.